# Progreso (Urugwaj)
Progreso – miasto w Urugwaju, w departamencie Canelones.